# Городища Заокского района
Городища Заокского района — отнесённые к памятникам культурного наследия городища расположенные в Заокском районе, Тульской области.
Указом Президента Российской Федерации от 20 февраля 1995 года № 176 утверждены три объекта включённые в перечень объектов исторического и культурного наследия Федерального (Общероссийского) значения, во 2-й раздел Памятники археологии Заокского района:
1. Городище, XII — XIII веков у деревни Бёхово.
2. Городище, I-ой тысячи лет до н.э, юго-западнее деревни Мосолово.
3. Курганная группа, XI — XII веков, 1,5 км северо-западнее деревни Хрущёво.

## Перечень объектов

### Городище Бёхово
Расположено на западной окраине деревни Бёхово, на мысу правого берега реки Оки, при устье двух оврагов. Поселение размером 90×60 м с напольной восточной стороны укреплено валом высотой 4 метра и рвом. Культурный слой (0,2-0,7 м) содержит обломки древнерусской гончарной керамики XII—XIII веков. Осмотрено ЦОИПИК в 2008 году, состояние очень плохое, культурный слой практически уничтожен действующим с XVII века кладбищем и оползнями.

### Городище Мосолово
Городище расположено юго-западнее деревни Мосолово на лугу. Осмотрено Тульской археологической экспедицией в 2001 году, состояние удовлетворительное. Относится к 1-й тысячи лет до нашей эры.

### Городище Митино
Городище у Митино — в разрушенном могильнике фатьяновской культуры найдены полированные каменные боевые и рабочие топоры.

### Курганная группа
Курганная группа находится в лесу, в 1,5 км к северо-западу от деревни Хрущево, на правобережье реки Выпрейка, являющейся правым притоком реки Ока. Датируется XI—XII веками. Осмотрена в 1978 году археологом Мироновой Валентиной Григорьевной.